# 間接費
間接費（かんせつひ、英：Indirect costs）は、対象（特定のプロジェクト、施設、機能、または製品など）の原価に対して直接説明責任を負わない費用。間接費は固定と変動があり、管理費、人件費およびセキュリティ費用などが含まれるが生産製造等には直接関係しないコスト。諸経費としていくつかの間接費がある。しかし、間接費の中には直接プロジェクトに起因する可能性があるものもある。 
間接費には2つのタイプがある。1つは作業現場への交通費、一時的な仮設道路の建設など、特定のプロジェクトまたは会社に固定されている活動または費用を含む固定間接費。もう1つは、記録の維持や給与の支払いなど、特定の会社で繰り返される活動を含む間接的な経費である。 

## 間接費と直接費
ほとんどの費用見積もりは直接費と間接費で構成される。 
直接費は財政的に実現可能な対象に直接起因するものである。建設では材料費、人件費、設備費など原価対象に直接関係するすべての作業または費用が直接費である。製造業またはその他の非建設業では、特定の製品またはプロセスに直接割り当てることができる運営費の一部が直接費である。  また直接費とは、特定のプロジェクトに利益をもたらす活動やサービスの費用で、たとえば、プロジェクトスタッフの給与や、特定のプロジェクトに必要な資料などである。これらの活動はプロジェクトまで簡単に追跡できるため、通常、それらのコストはアイテムごとにプロジェクト費請求され得る。 
間接費は必ずしもそうとは限らず、原価対象に直接起因するものではないということでは財政的には実行不可能であるべきで、間接費は通常、何らかの基準で原価対象に割り当てられている。建設分野では完成に必要であるが、原価対象に直接起因しないすべての原価は間接費が間接的である。一方製造業では、最終製品またはプロセスに直接割り当てられないコストが間接的である。たとえば管理、保険、税金またはメンテナンスのための費用など。  間接費は、複数のプロジェクトに利益をもたらす活動またはサービスの費用で、特定のプロジェクトに対するそれらの正確な利点までは追跡は困難であるか不可能である。たとえば、組織の取締役の活動が特定のプロジェクトにどのように役立つかを正確に判断するのは困難な場合がある。また間接費は、特定の生産量やその他の活動の指標の範囲内では大きく変化しないため、固定費と見なされることもある。
ただし直接的または間接的のいずれかとして、ほとんどすべての種類の費用の処理を正当化することは可能である。 例えば、人件費は、保守要員や執行役員の場合のように間接的になる可能性もある、あるいはプロジェクトスタッフの場合のように、直接的な場合もある。 同様に、大量に購入される消耗品（鉛筆、ペン、紙）などの材料ものは通常間接費として扱われ、特定のプロジェクトに必要な材料は直接費として請求される。

## 例
コストの性質は業界によって異なるため、ここでの解釈は注意が必要である。たとえば、テレコム系の燃料費は通常間接費として割り当てられるが、旅客の場合は直接費である。 

### 通常直接請求されうる費用
- 給与/賃金
- コンサルタントフィー
- 材料
- 道具
- 輸送
- 労働
- 直接の材料
- PPC
- 直接の仕事に起因するが、特定の会社に必要なあらゆる種類での下請契約費

### 直接請求されるか間接的に配賦される費用
- 取締役の給与（これは通常間接費用です）
- 電気代（主に割り当てが必要な場合は常に間接的である）

電力が生産の主な供給源として使用されていない場合、電力コストは電力として扱われ、常に間接的であることに注意。たとえば、ボイラーを稼働させて蒸気を発生させるために電力が必要な場合は、電力を直接配分する必要があるため。 

### 通常間接的に割り当てられうる費用
- 輸送に関連する間接費 運搬費
- 管理費
- 販売費および流通費
- 事務費
- セキュリティコスト